# Färjestaden
För andra betydelser, se Färjestaden (olika betydelser).
Färjestaden är en tätort i Torslunda socken (till en liten del också i Algutsrums socken) i Mörbylånga kommun på Ölands västkust, som med Ölandsbron ansluter till Kalmar på fastlandet. Färjestaden är med sina 6 674 invånare (2023) den största tätorten på Öland, större än de båda centralorterna Borgholm och Mörbylånga.
Statistiska centralbyrån SCB har för bebyggelsen i orten avgränsat dels en tätort utgörande huvuddelen av orten, dels en före 2015 separat småort för bebyggelse i sydvästra delen, vilken namnsatts till Färjestaden (sydvästra delen) och som 2015 uppgick i tätorten. Färjestaden växer i areal och idag är även områdena Saxnäs, Björnhovda, Runsbäck och Eriksöre mer eller mindre anslutna till orten.

## Historik
Redan under 1300-talet var platsen en viktig förbindelse mellan fastlandet och Öland. I samband med de intensiva krigen runt Öland och Kalmar under 1600-talet uppfördes Kråkeskärs Skans för att befästa platsen. Vid samma tid hade fastlandsförbindelsen blivit etablerad med en fast färjningsorganisation, och ett samhälle började uppstå med bland annat tingsplats, gästgiveri och garveri. Det första tinget hölls 1644 för Ölands södra mot. Ett tingshus byggdes under början av 1700-talet, och ersattes 1811 av det hus som idag är Hotell Skansens huvudbyggnad.
Färjestadens gård ägde fram till början av 1900-talet såväl hamnen som gästgiveriet samt betydande marker i området. År 1903 såldes hamnen till de närliggande landskommunerna, vilket påbörjade en omfattande expandering av hamnområdet och byggnation av pir, småbåtshamn och färjelägen. Tidigare hade hamnen endast utgjorts av en enkel träbrygga. Kring de nya färjelägena knöt Södra Ölands Järnväg 1909 en järnvägslinje mellan Färjestaden och Borgholm, och lokverkstad samt magasinering för utskeppning av varor uppkom i hamnområdet. I början av 1920-talet etablerades en trävaruhandel vilket ökade byggnationen och befolkningstillväxten de följande årtiondena. Bebyggelsen var länge koncentrerad kring den huvudgata som idag är Storgatan.
I samband med att beslut togs om att bygga Ölandsbron under 1960-talet gick samhället in i en långvarig fas av expansion. Vid broinvigningen 1972 upphörde den reguljära färjetrafiken och färjorna såldes. En av de gamla färjorna, Kalmarsund VIII, köptes tillbaka till Färjestaden 1999 och ligger numera förtöjd i hamnen. 

### Befolkningsutveckling
| Befolkningsutvecklingen i Färjestaden 1960–2020                      | Befolkningsutvecklingen i Färjestaden 1960–2020 | Befolkningsutvecklingen i Färjestaden 1960–2020 | Befolkningsutvecklingen i Färjestaden 1960–2020 | Befolkningsutvecklingen i Färjestaden 1960–2020 |
| -------------------------------------------------------------------- | ----------------------------------------------- | ----------------------------------------------- | ----------------------------------------------- | ----------------------------------------------- |
|                                                                      |                                                 |                                                 |                                                 |                                                 |
| År                                                                   |                                                 |                                                 | Folkmängd                                       | Areal (ha)                                      |
| 1960                                                                 | 1960                                            |                                                 | 963                                             |                                                 |
| 1965                                                                 | 1965                                            |                                                 | 1 188                                           |                                                 |
| 1970                                                                 | 1970                                            |                                                 | 1 621                                           |                                                 |
| 1975                                                                 | 1975                                            |                                                 | 2 995                                           |                                                 |
| 1980                                                                 | 1980                                            |                                                 | 3 759                                           |                                                 |
| 1990                                                                 | 1990                                            |                                                 | 4 189                                           | 398                                             |
| 1995                                                                 | 1995                                            |                                                 | 4 570                                           | 431                                             |
| 2000                                                                 | 2000                                            |                                                 | 4 475                                           | 434                                             |
| 2005                                                                 | 2005                                            |                                                 | 4 636                                           | 448                                             |
| 2010                                                                 | 2010                                            |                                                 | 5 018                                           | 464                                             |
| 2015                                                                 | 2015                                            |                                                 | 5 645                                           | 660                                             |
| 2020                                                                 | 2020                                            |                                                 | 6 130                                           | 687                                             |
| Anm.: Småorten Färjestaden (sydvästra delen) uppgick i tätorten 2015 |                                                 |                                                 |                                                 |                                                 |

## Dagens samhälle
Storgatan är Färjestadens huvudgata med sin sträckning österut från hamnen rakt genom samhället och den utgör ett utdraget centrum längs vilken butiker, restauranger, företag och viss samhällsservice är etablerade. Under 1980-talet etablerades ett köpcentrum en bit norrut från hamnen som efter om- och tillbyggnationer till en butiksgalleria nu går under namnet Ölands Köpstad vilken inhyser olika butiker, bank, mataffär och bibliotek. På senare år har hamnen exploaterats för bostäder och där har också utvecklats ett centrum för restauranger, bageri, hotell och butiker, som på sommaren gynnas av besökande till badplatsen som ordningsgjorts vid hamnens södra pir.  
I anslutning till tätorten vid brofästet av Ölandsbron ligger Ölands Djurpark. Vid brofästet byggs även ett nytt område där företag och service etablerat sig. Här finns sedan tidigare Ölands turistbyrå.

## Hamnen och dagens färjetrafik
Färjestadens hamn ligger i sydvästra delen av tätorten, cirka 2 kilometer söder om brofästet för Ölandsbron. Hamnen har spelat en viktig roll för Ölands historia då många av kontakterna med fastlandet utgick därifrån. Sedan Ölandsbrons tillkomst har Färjestadens hamn tappat i betydelse för handel och transport och idag används området främst för handel, restauranger och boende. Det finns även en gästhamn som erbjuder ett 30-tal båtplatser för besökare.
Med stöd av Transportstyrelsen samt Kalmar och Mörbylånga kommuner återupptogs färjetrafik mellan centrala Kalmar och Färjestaden med katamaranen Dessi sommaren 2011. Färjan kan lasta cirka 40 cyklar och 118 passagerare.

## Utbildning
Det finns fem skolor i Färjestaden: Färjestadens skola som är en kommunal grundskola för år F-4 med drygt 500 elever och Smaragdskolan för år 5–6. Ölands Friskola, vilken är en allmän fristående grundskola för år 7-9 med ungefär 150 elever.  2019 öppnade Östra skolan som är en fristående F-9 skola där ca 270 elever går. Sedan 2021 finns det också ett kommunalt högstadium, Färjestadens högstadium som är anpassat för 360 elever.

## Idrott
I Färjestaden finns en innebandyklubb, Färjestadens IBK, som säsongen 2006/2007 gick upp i Elitserien (numera Superligan) och blev därmed Ölands första klubb i någon högsta serie i någon idrott. 2011 bytte föreningen namn till FBC Kalmarsund som numera spelar i den högsta serien – Superligan. Ungdomssektionen fördes över till en ny förening under namnet Färjestadens IBF, som 2012 återtog namnet Färjestadens IBK.  
Sedan december 2012 finns även en bågskytteklubb i Färjestaden med namnet Färjestadens Bågskytteklubb, redan under klubbens första år 2013 tog klubben hem en guldmedalj i klassen HC21 i DM som arrangerades i Karlskrona. 

## Näringsliv

### Bankväsende
Svenska Handelsbanken etablerade sig i Färjestaden den 20 oktober 1944. Färjestaden har också haft sparbankskontor, en gång tillhörande Sparbanken Kronan och senare Ölands sparbank.
Handelsbanken stängde den 1 juli 2021. Därefter var Ölands bank (tidigare sparbanken) enda bank på orten.

### Historiska industrier
Runt ortens tidigare mejeri, Torslunda-Algutsrums mejeri, byggdes på 1930-talet en konservindustri som fick namnet Alvarets konservfabrik. Senare hette den Ölandskonserver. Fabriken övertogs av Önos på 1970-talet. Önos gick senare upp i Procordia Food som i januari 2006 meddelade att fabriken skulle läggas ner.
Färjestadens mejeri byggdes 1939 som ersättning för det gamla mejeriet. Mejeriföreningen uppgick år 1959 i Ölandsmejerier som behöll produktion i Färjestaden fram till år 1980. Mejeribyggnaden är ritad av Gösta Gerdsiö.

## Se även

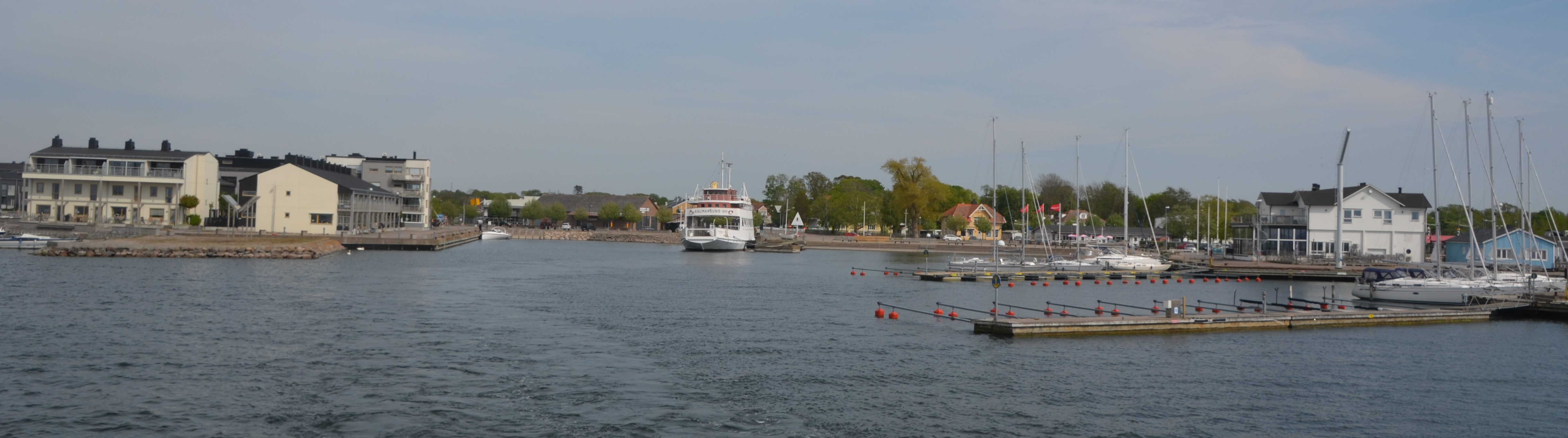
Färjestaden sedd från Kalmarsund före sommarsäsongens början i slutet av maj

## Bildgalleri

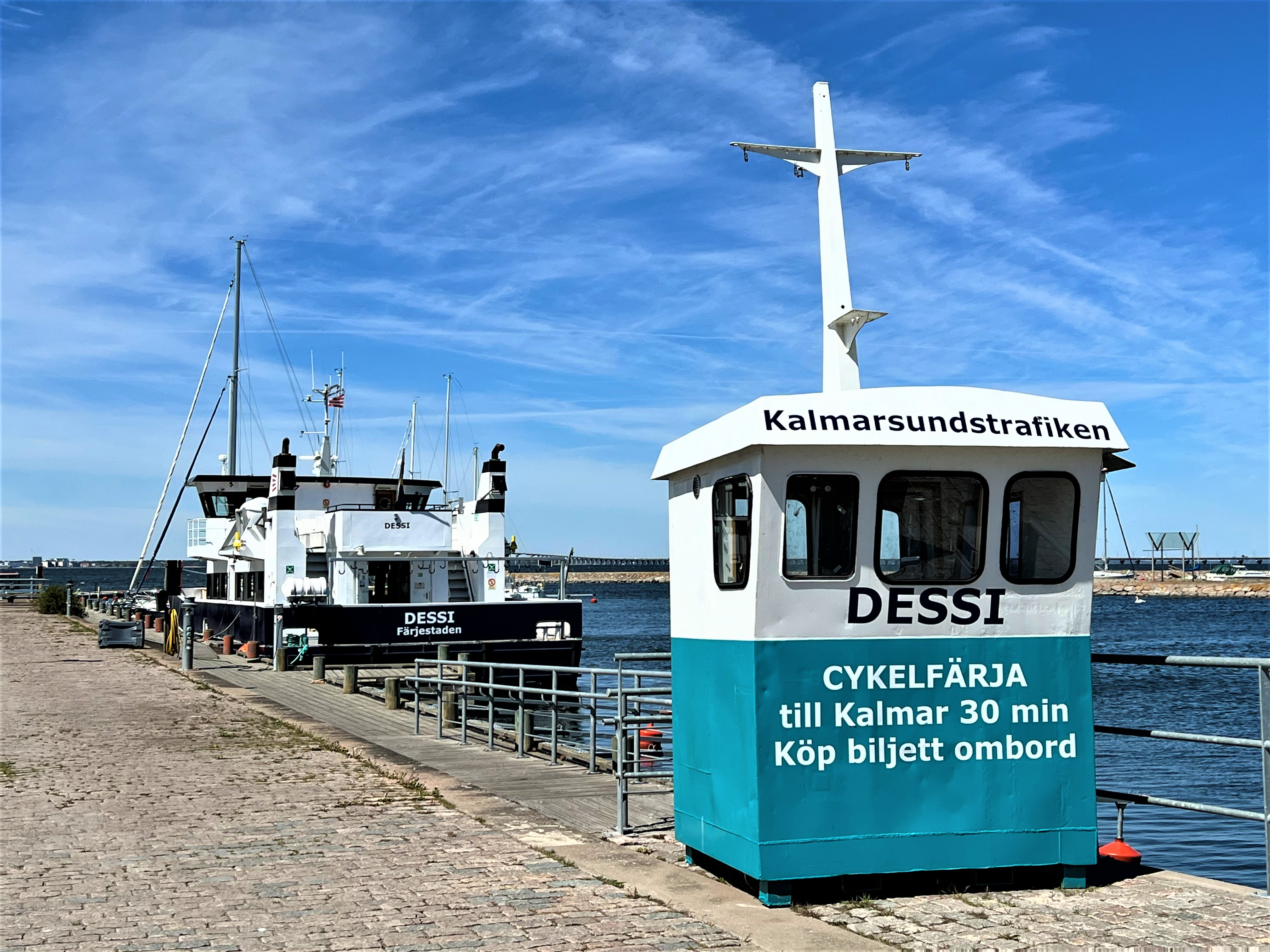
M/S Dessi i Färjestadens hamn.
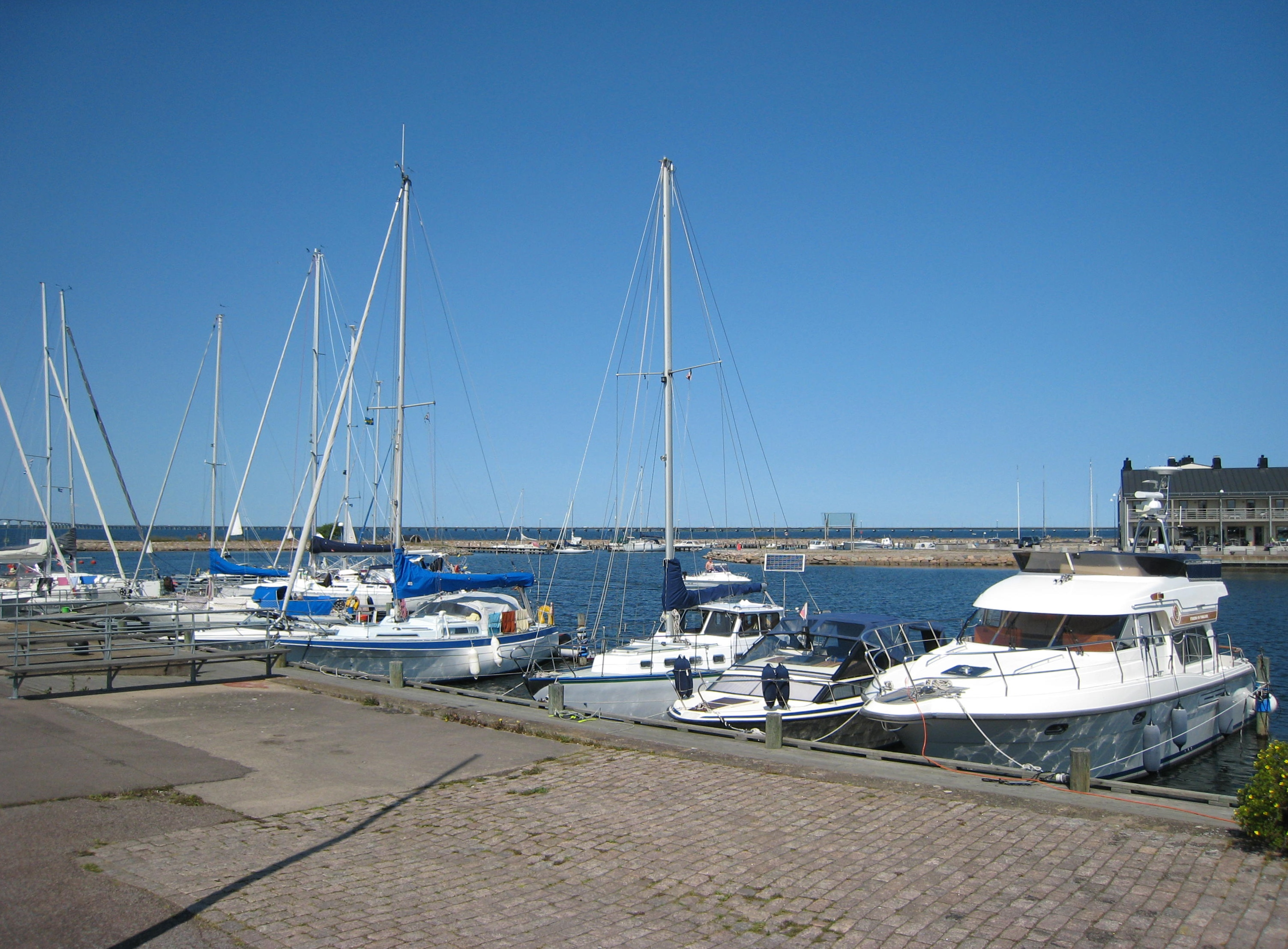
Färjestadens hamn.
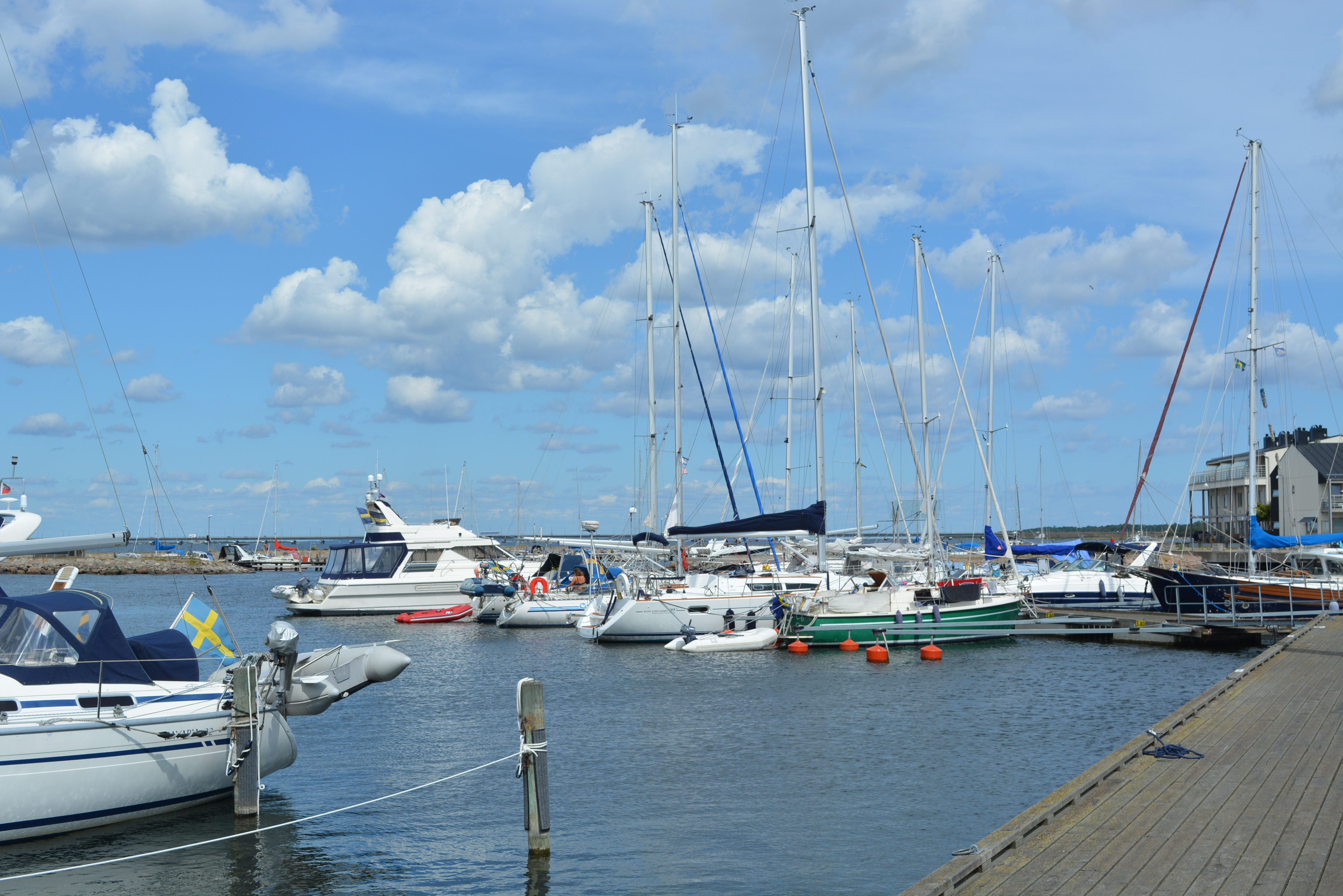
Färjestadens hamn.
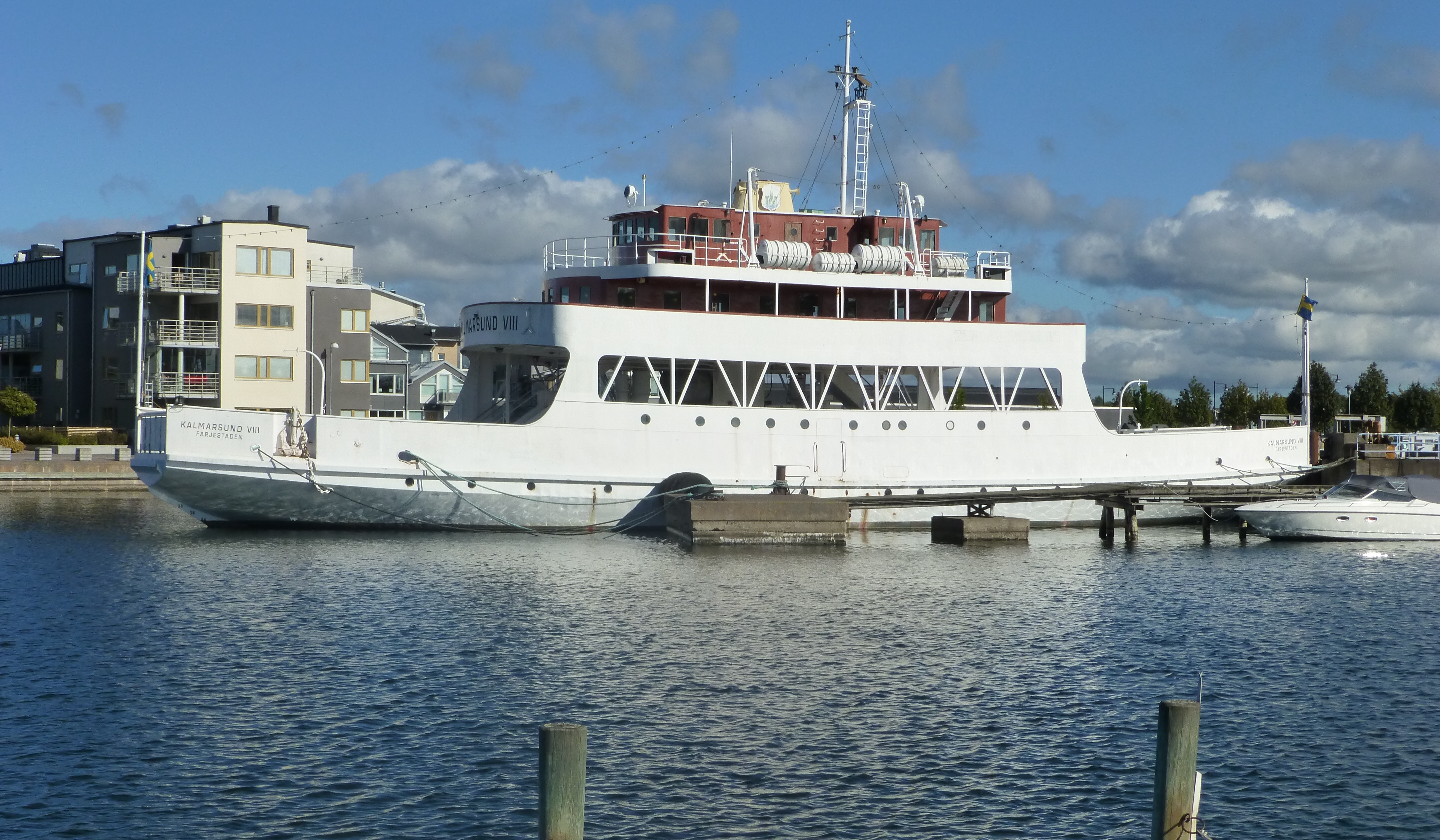
Färjan KALMARSUND  VIII.
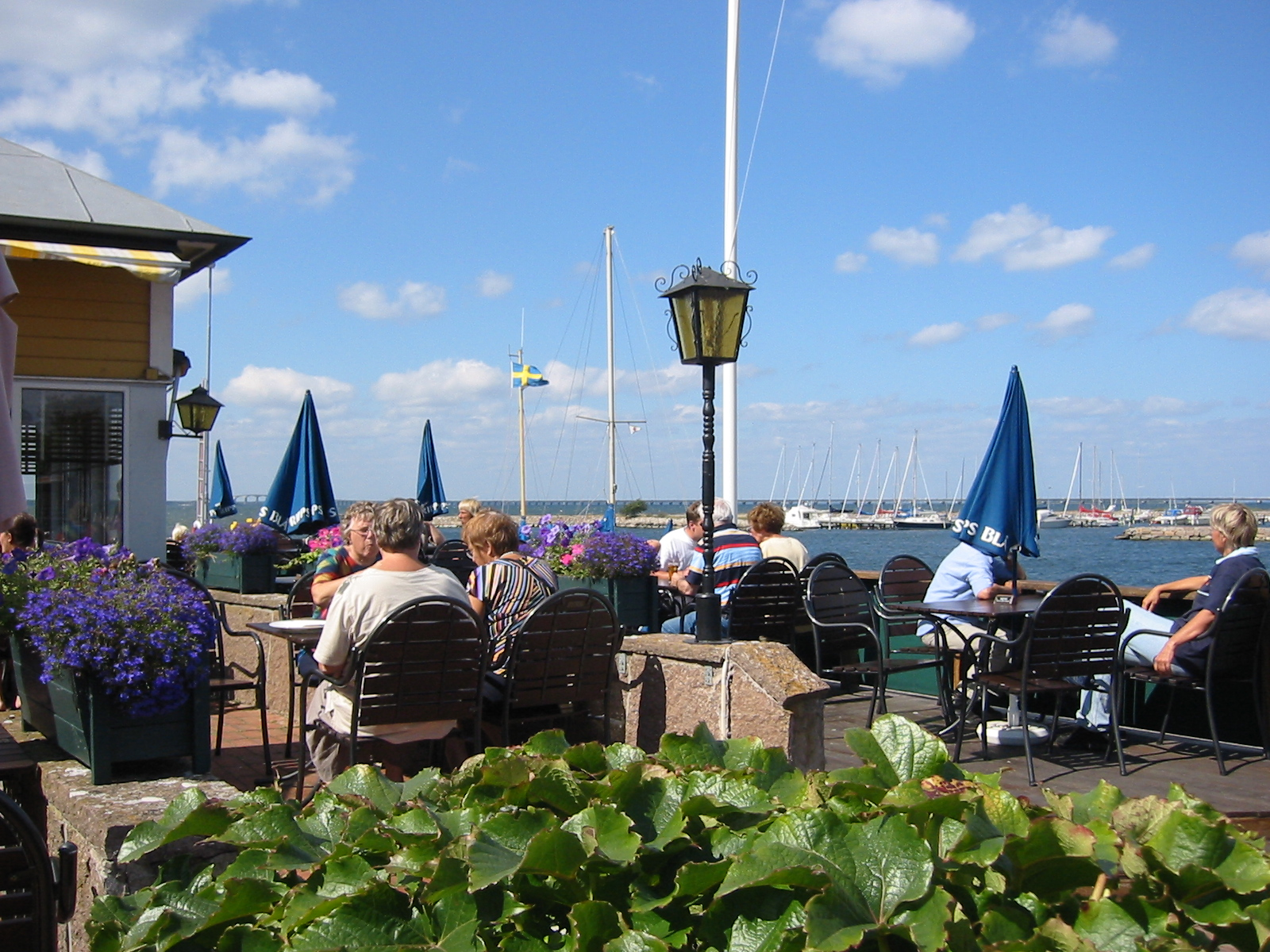
Uteservering vid hamnen.
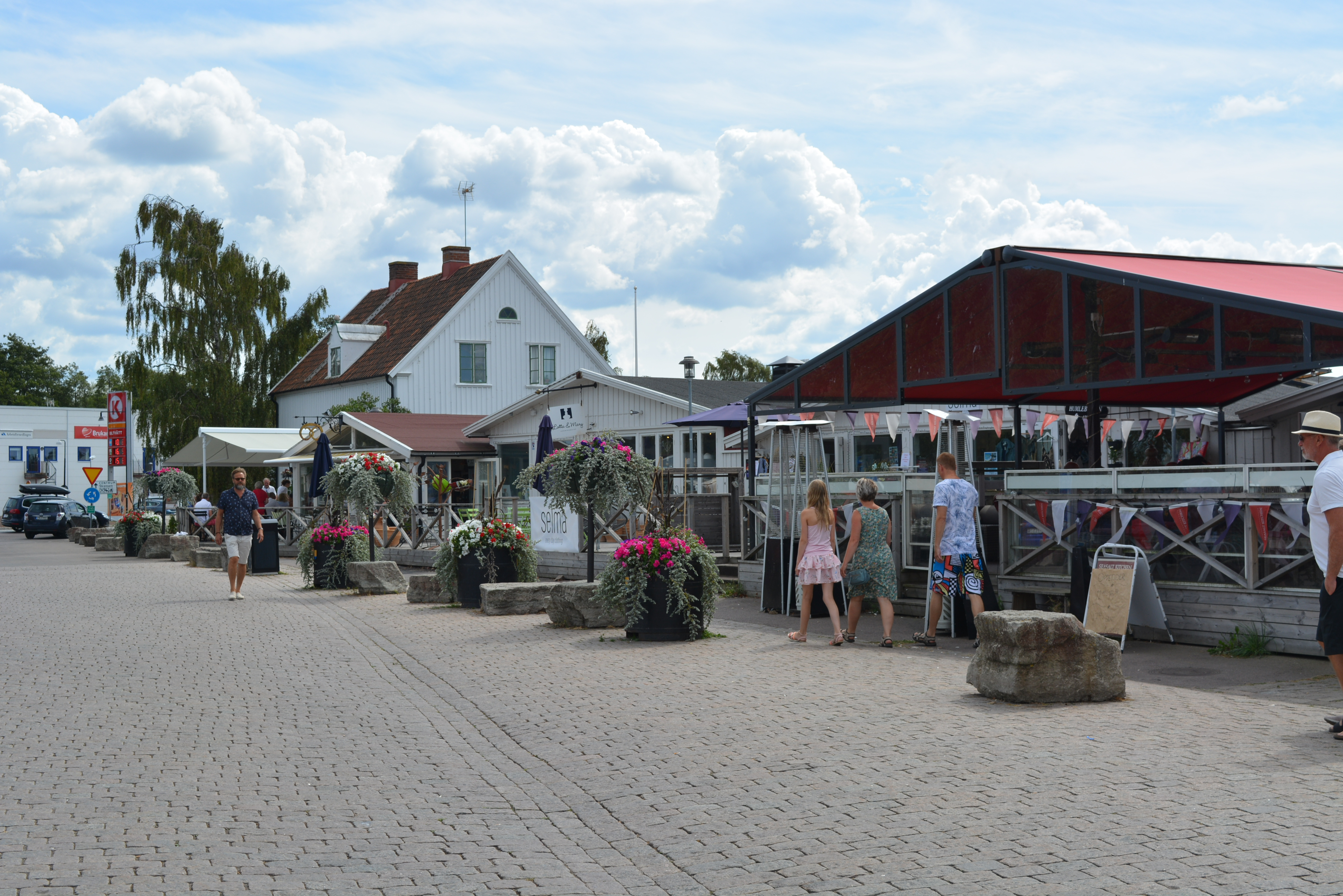
Sommarbutiker.
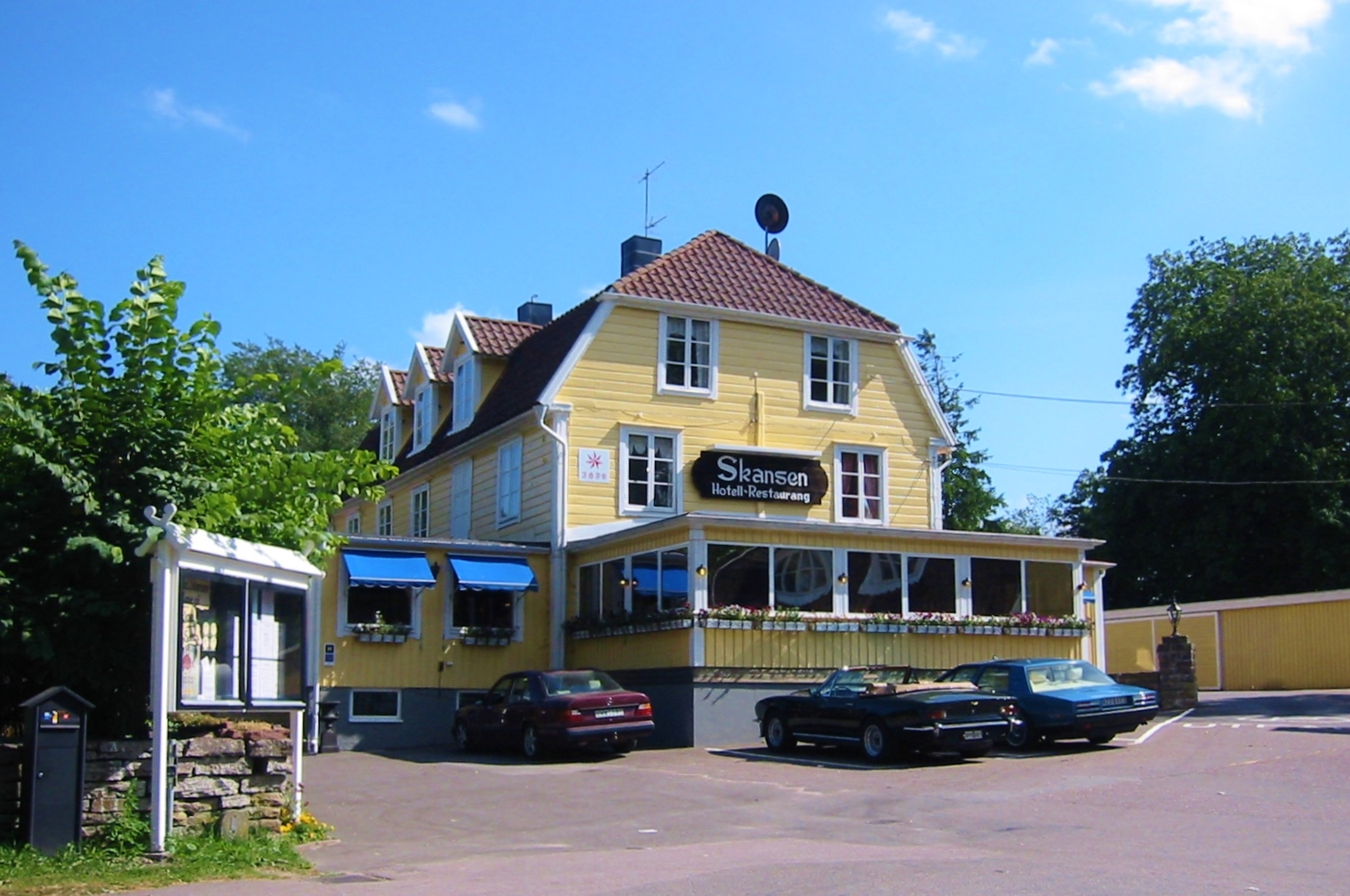
Hotell Skansen.